# Cardom
Cardom это израильская 81-мм/120-мм миномётная система с откатным механизмом, производства компании Soltam Systems. Он используется армией США, Армией обороны Израиля (ЦАХАЛ), странами НАТО и другими. 
Cardom — это автономная компьютеризированная система для установки на лёгкие и средние бронетранспортёры, обеспечивающая точную и эффективную огневую поддержку.

## Обзор
Система использует новую компьютеризированную интегрированную систему навигации, самопозиционирования и прицеливания. Современные средства обнаружения целей в сочетании со специально разработанной системой отката миномёта снижают нагрузку при стрельбе и позволяют устанавливать системы на колёсные и гусеничные бронированные боевые машины или даже на легкобронированные транспортные средства, такие как грузовики. Механизмы наведения связаны с современными системами управления, контроля и связи, что позволяет добиться быстрого реагирования в режиме автоматической наводки.
Cardom получает данные обнаружения цели, включая дальность, пеленг, местоположение и другие данные с точки наблюдения, и передаёт их непосредственно в систему. Затем с помощью электрических сервоприводов ствол миномёта устанавливается на точные углы горизонтальной наводки и возвышения для стрельбы по цели. У 120-мм миномёта Cardom скорострельность составляет 16 выстрелов в минуту.

## Использование за рубежом

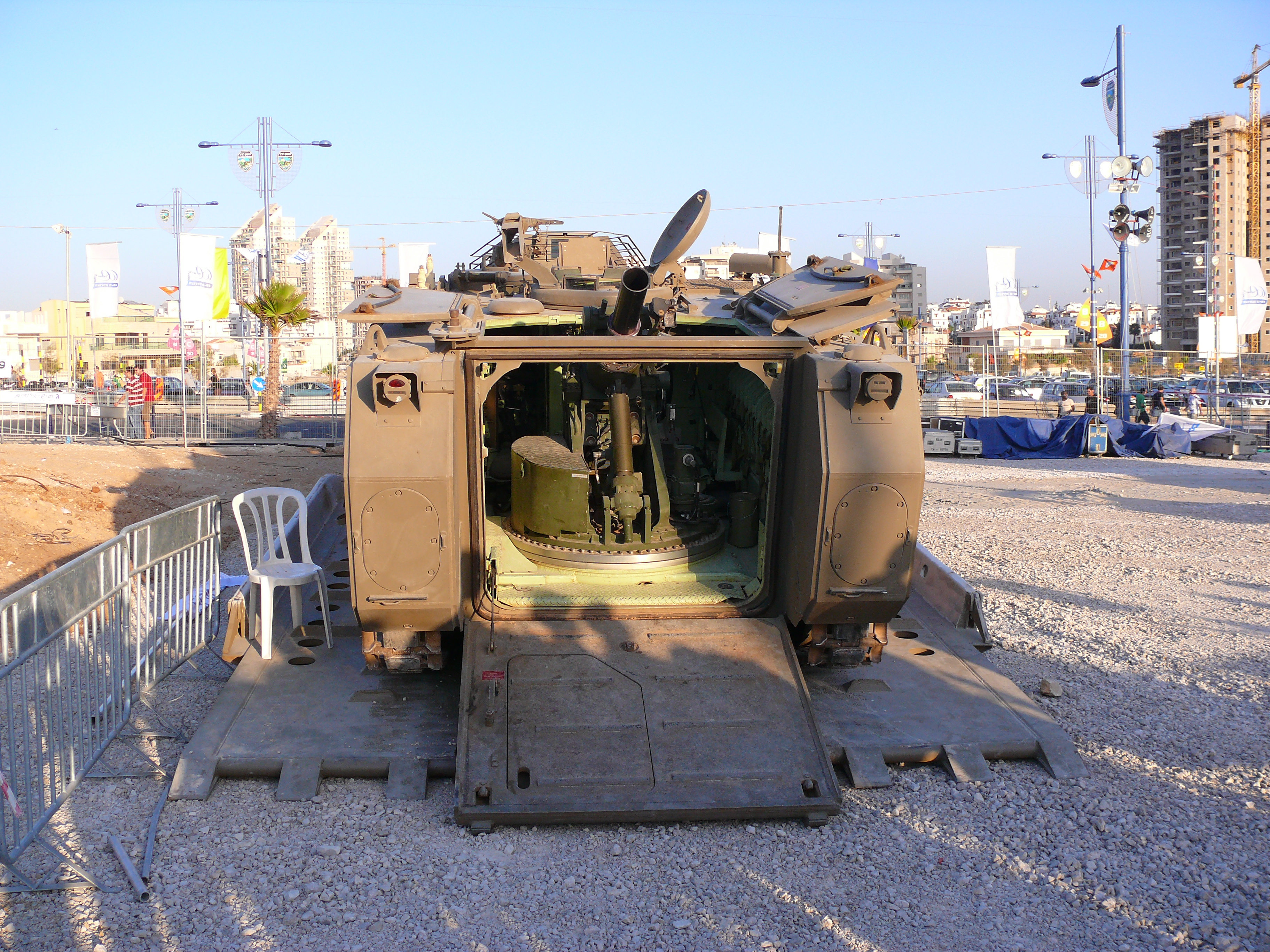
120-мм миномёт «Кешет» Армии Обороны Израиля

Миномётная система Cardom прошла сертификацию для использования в составе 3-й бригады Stryker армии США и работает в паре с системой управления огнем M95 на самоходном миномёте M1129. На сегодняшний день для армии США изготовлено более 320 миномётных систем.

## Характеристики

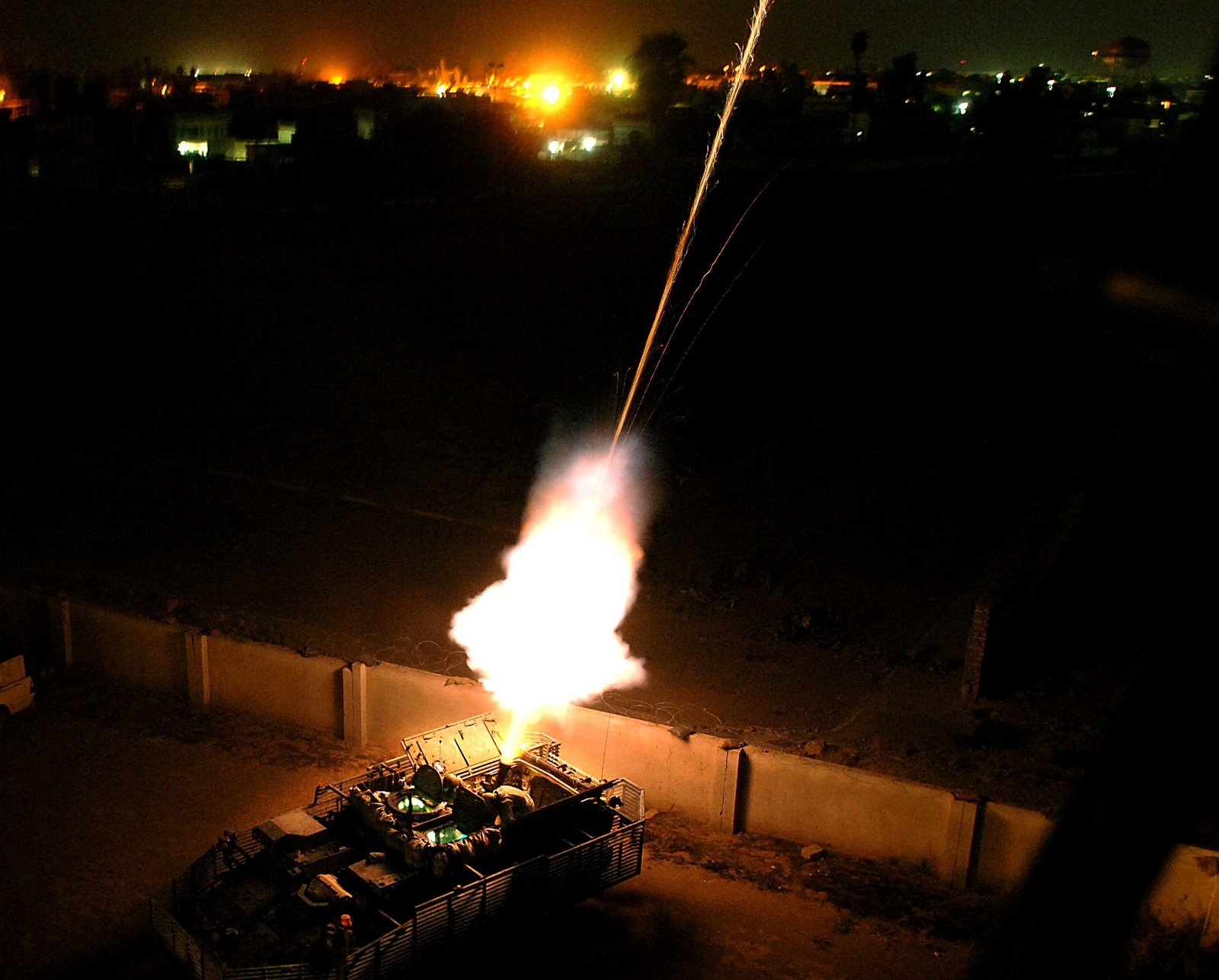
Cardom на американском самоходном миномёте M1129 в Ираке

- Дальность стрельбы: 7000-8000 метров
- Калибр: 120/81 мм (гладкоствольное и нарезное)
- Максимальная скорострельность: 16 выстрелов в минуту.
- Угол наклона: 360°
- Экипаж: 2–4 человека в зависимости от шасси

## На вооружении
Азербайджан
- Сухопутные войска Азербайджана[1][2]

 Бахрейн
- Спецназ Королевской армии Бахрейна (приобретены в Испании, установлены на шасси URO VAMTAC)[3]

 Чили
- Вооружённые силы Чили

 Камерун
- Армия Камеруна[4]

 Дания
- Королевская датская армия (также известна как M/10 или Cardom 10)[5]

 Израиль
- Сухопутные войска Израиля [6] [7]

 Казахстан
- Вооружённые Силы Республики Казахстан[4]

 Португалия
- Португальская армия[4]

 Филиппины
- Филиппинская армия[8]

 Испания
- Испанская армия[9]

 Таиланд
- Королевская армия Таиланда[10]

 Уганда
- Народные силы обороны Уганды[4]

 США
- Армия США [4]

 Замбия
- Армия Замбии[11]

### Видео
- Видео на YouTube о Cardom